# Plac Legionów we Wrocławiu
Plac Legionów we Wrocławiu (Sonnenplatz, plac Słoneczny, plac PKWN) – plac położony we Wrocławiu, na Przedmieściu Świdnickim, w obrębie Starego Miasta. Stanowi ważny węzeł komunikacyjny w mieście i obejmuje najważniejsze skrzyżowanie w południowo-zachodniej części Starego Miasta, przez które przebiegała droga krajowa DK5.

## Historia
W czasie oblężenia Wrocławia w 1945 r. zabudowa w rejonie placu została podczas walk wojennych zniszczona i wypalona. Były to budynki z początku XX wieku. Zachowały się jedynie dwie przedwojenne kamienice znajdujące się na środku placu.
Po wojnie przy placu i w okolicy powstała nowa zabudowa według projektu opracowanego w biurze przedsiębiorstwa Miastoprojekt Wrocław, w ramach budowy osiedla mieszkaniowego Plac PKWN. Pracami kierował architekt Kazimierz Bieńkowski, uczestniczyli w nich także H. Chorążak, T. Izbicki, K. Jarodzki, S. Prymon i Z. Wadowska. Projekt powstał w połowie lat 50. XX wieku, a budowę osiedla przeprowadzono na przełomie lat 50. i 60. XX wieku (lata 1956–1962). W założeniu miała to być dzielnica, w której funkcje mieszkalne współistniałyby z funkcjami usługowymi. Obejmowała zabudowę sięgającą ulicy Grabiszyńskiej, Joachima Lelewela oraz od ulicy Tęczowej do placu Muzealnego. W ramach tej zabudowy powstały pierwsze we Wrocławiu budynki punktowe projektu Konrada Jarodzkiego, wybudowane wzdłuż nowo wytyczonego odcinka ulicy Józefa Piłsudskiego, który połączył plac Legionów z placem Orląt Lwowskich (1961 r.). Nowe budynki celowo zlokalizowano w głębi działek, co umożliwiło poszerzenie między innymi ulicy Józefa Piłsudskiego (wówczas ul. Świerczewskiego). Budynki zostały zaprojektowane z wykorzystaniem nowej wówczas technologii wznoszenia ścian konstrukcyjnych, tzw. technologia wielkoblokowa. W latach 70. XX wieku zbudowano przy skrzyżowaniu ulicy Grabiszyńskiej i Piłsudskiego wielokondygnacyjny blok mieszkalny z funkcją usługową projektu T. Izbickiego, tzw. budynek „Lotos”, który ze względu na swoją wysokość (52 m) stanowi dominantę w tym rejonie zabudowy miejskiej.
W okresie panowania w Polsce ustroju socjalistycznego podczas pochodów pierwszomajowych na placu ustawiana była trybuna honorowa.
Jedną z bardziej charakterystycznych placówek handlowych położonych przy placu jest księgarnia założona przez Dom Książki w 1962 r. (ówcześnie Księgarnia imienia Władysława Reymonta), od 1991 r. księgarnia „Wratislavia”. Inną znaną placówką handlową jest istniejący także od roku 1962 sklep z galanterią skórzaną „Krokodyl” – sprywatyzowany w roku 1984; jednak na marzec 2024 zapowiedziana jest jego likwidacja.

## Ulice
W rejonie placu zbiega się kilka ulic, przy czym duże skrzyżowanie tworzą ulice:
- Józefa Piłsudskiego[1][6][10]
- Grabiszyńska[1][11][12]
- Sądowa[5][13].

W rejonie placu do ulicy Józefa Piłsudskiego dochodzi ulica Joachima Lelewela, prowadząca od placu Rozjezdnego, oraz ulica stanowiąca przedłużenie placu Muzealnego i dalej ulicę Tadeusza Kościuszki. Ponadto plac Muzealny i ulicę Sądową łączy ulica z miejscami parkingowymi przypisana także do placu Legionów o długości ok. 181 m, która stanowi drogę gminną. Ulicami Józefa Piłsudskiego, Grabiszyńską i Sądową prowadzą linie tramwajowe, a na ich skrzyżowaniu zlokalizowane są przystanki zarówno tramwajowe, jak i autobusowe o oznaczeniu „Plac Legionów” .

## Nazwy
Plac nosił w swojej historii następujące nazwy:
- Sonnenplatz – do 1945 r.[1][2]
- plac Słoneczny – od 1945 r. do 23 marca 1948 r.[2]
- plac PKWN – od 1945 r. do 1990 r.[1] (wg innych źródeł – od 24 marca 1948 r. do 31 grudnia 1991 r.[2])
- plac Legionów – od 1990 r.[1] (wg innych źródeł – od 1 stycznia 1992 r.[2])

Pierwotna nazwa placu pochodziła od ulic, które niegdyś rozchodziły się od centralnie położonego placu we wszystkich kierunkach tworząc promienie. Plac wchłonął dawną ulicę Telegraphenstrasse, przy której mieścił się niegdyś Główny Urząd Telegraficzny, a która do lat 1965/1970 nosiła nazwę ulicy Krótkiej.

## Plac Legionów

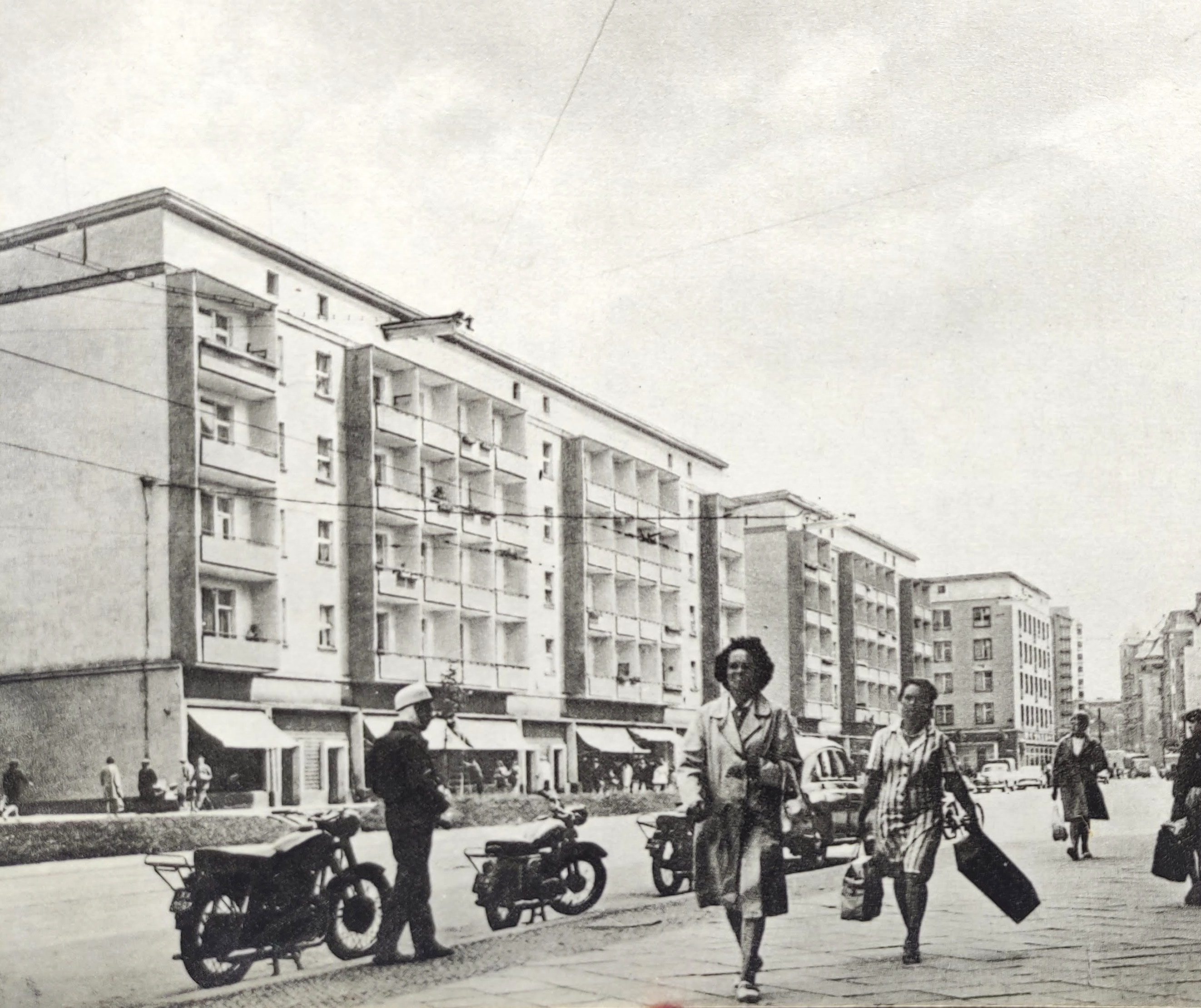
Zabudowa w stronę Dworca Głównego
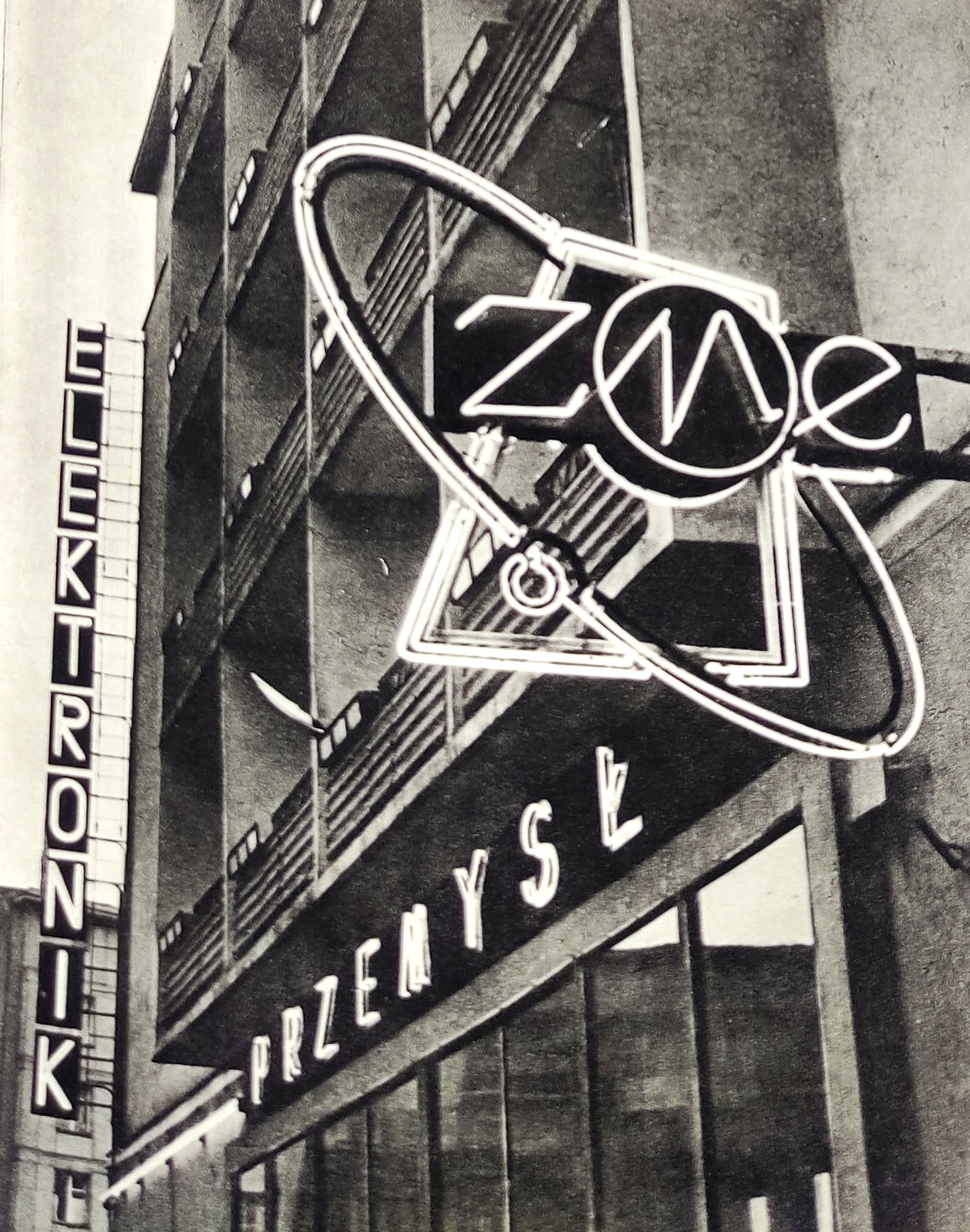
Neony i szyldy placu
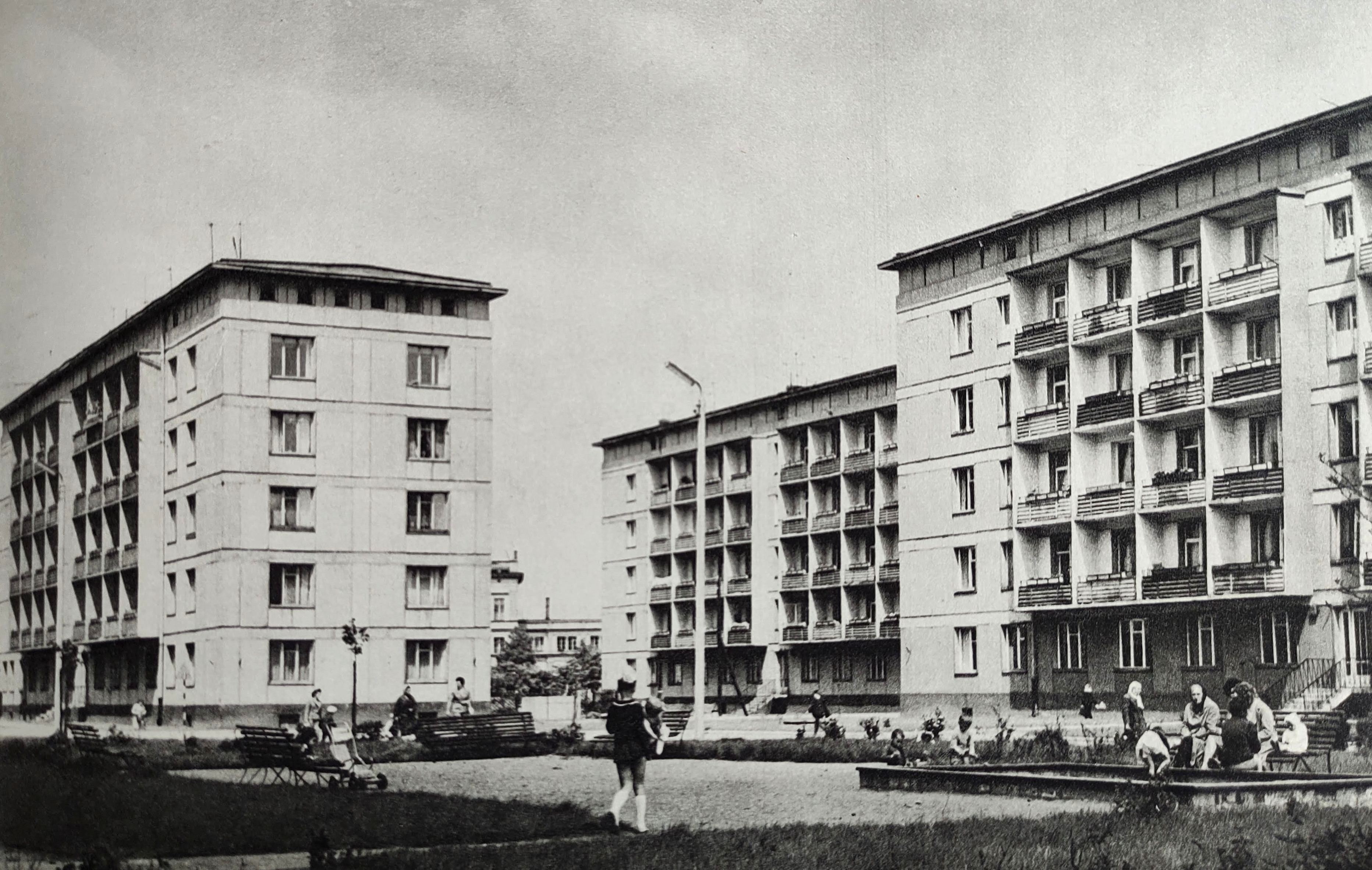
Zabudowa placu należąca do osiedla PKWN
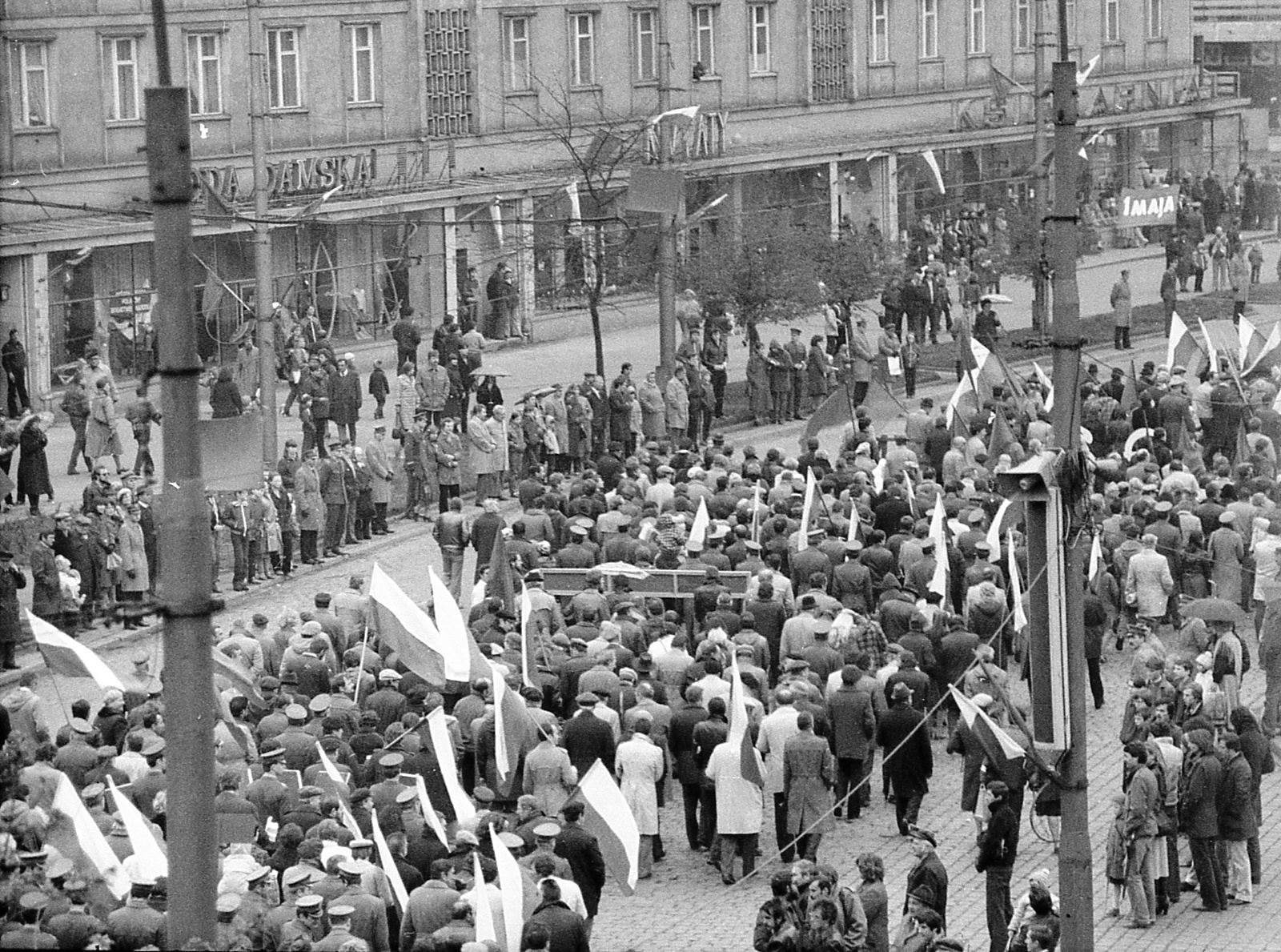
Pochód pierwszomajowy, w tle księgarnia
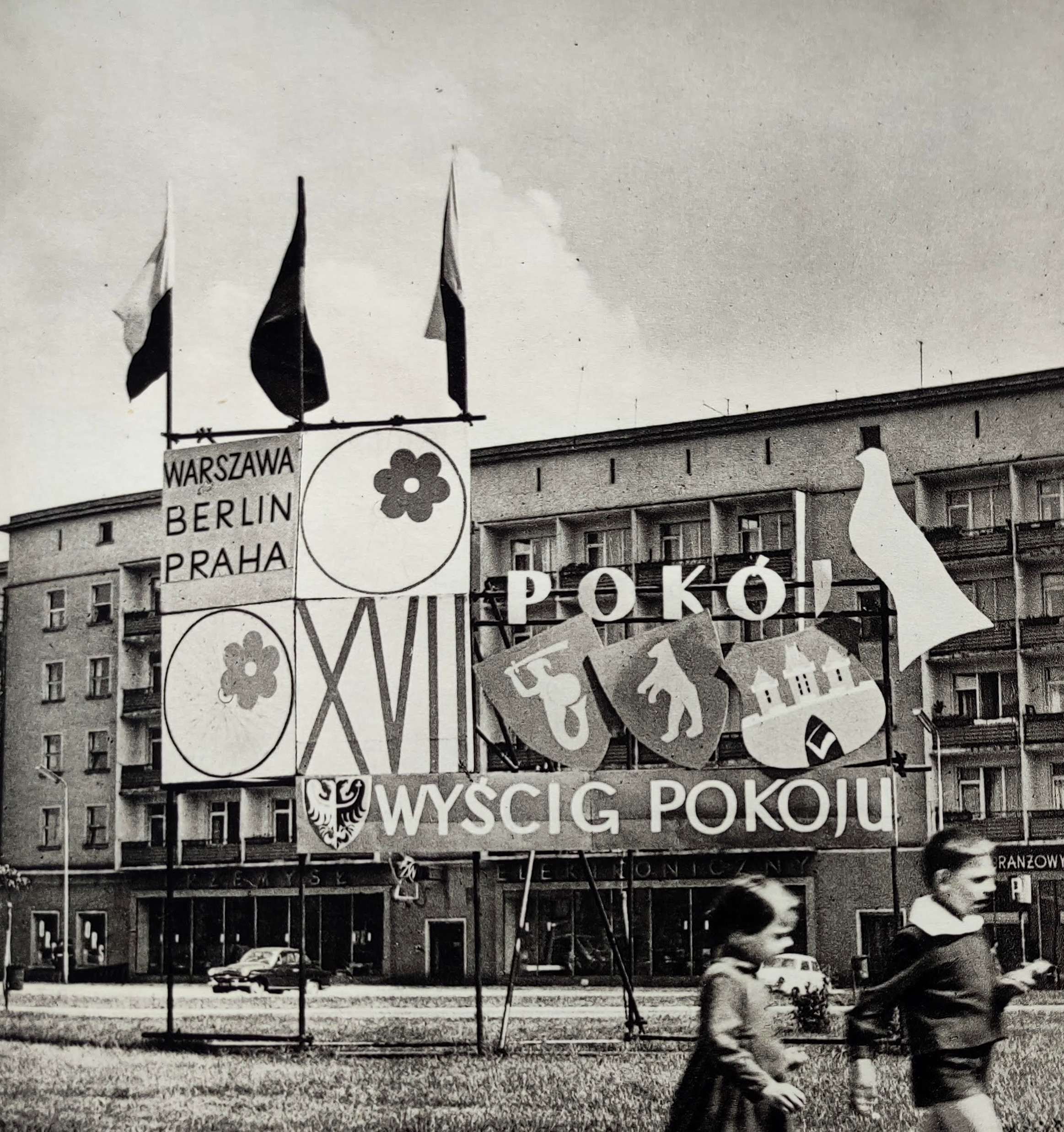
Dekoracja przy pl. PKWN (Legionów) z okazji Wyścigu Pokoju
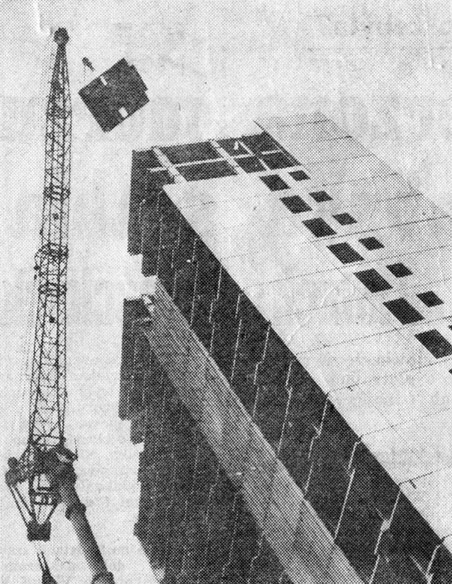
Budowa wieżowca, 1972
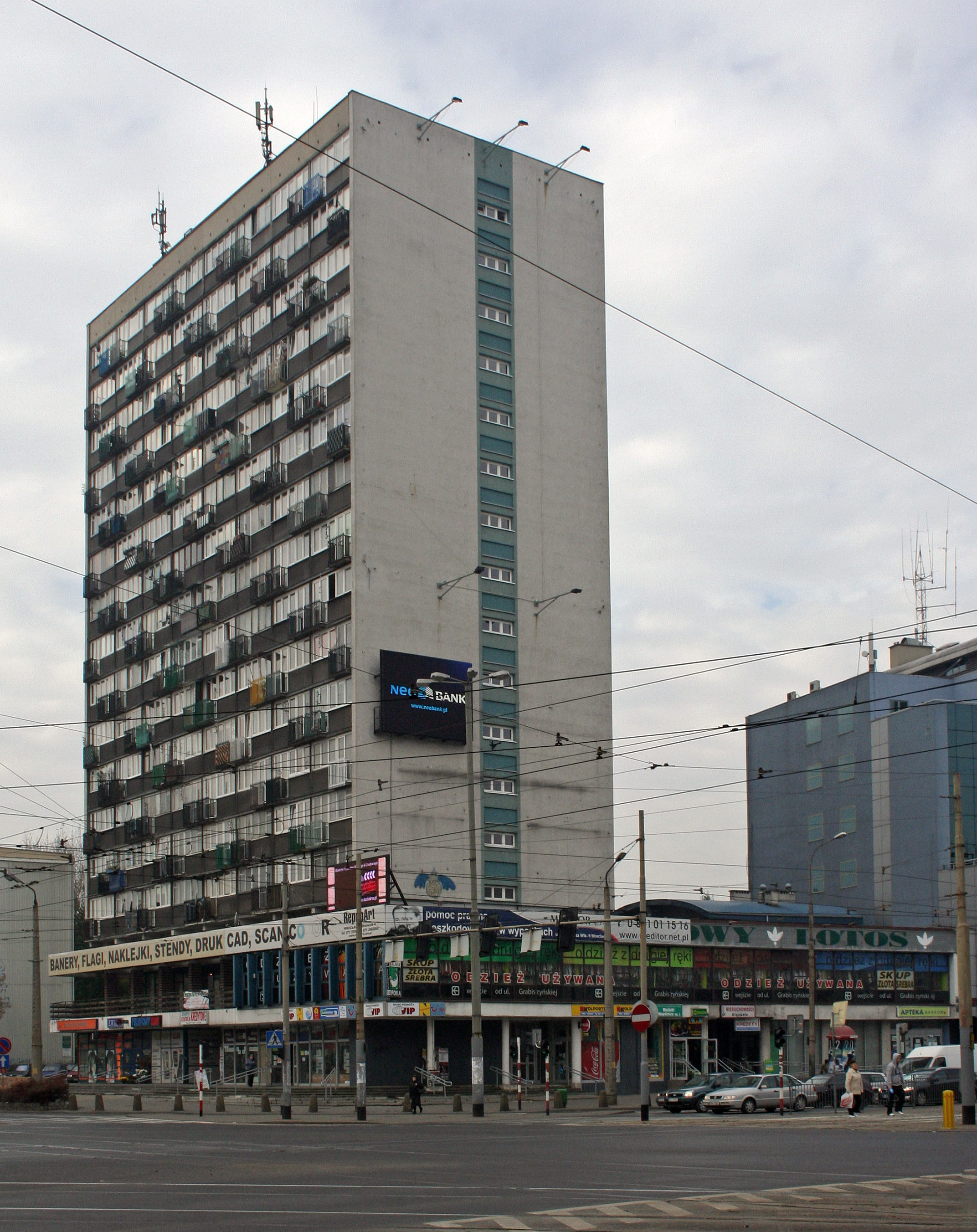
Budynek Lotosu widziany od strony placu.